# デオドラント

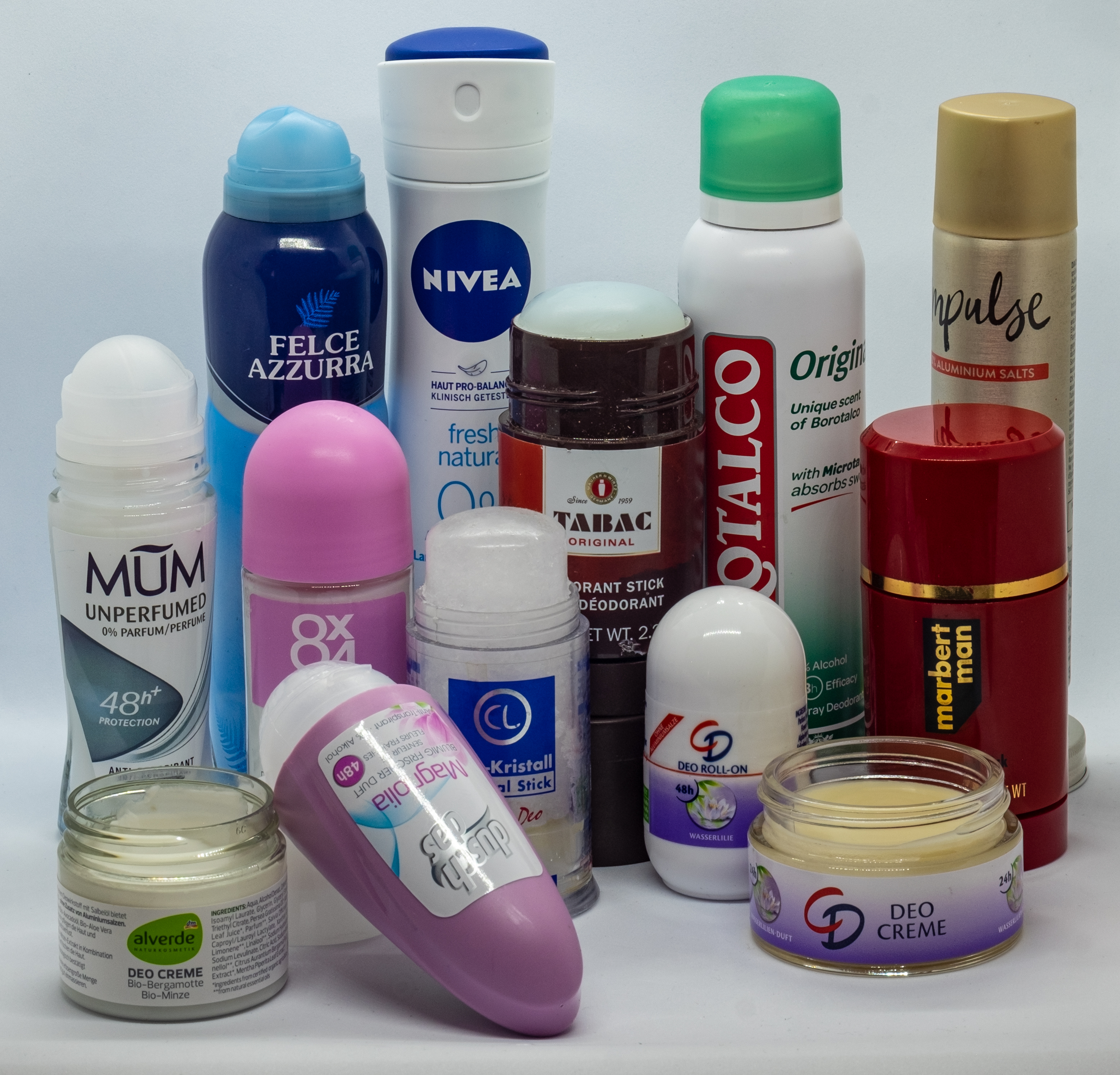
デオドラントの製品

デオドラント（英: deodorant）は、体臭や汗の臭いを防いだり、取り除いたりする薬剤。日本標準商品分類では制汗剤（英: antiperspirant）とともにデオドラント用品に分類される。

## 概要
体臭、または腋臭などの不快な臭いを防ぐために、多くは風呂上りや外出前など体が清潔な状態の時に皮膚に塗布する。
体臭は汗に含まれる皮脂が酸化し、そこにバクテリアが繁殖するために起こることから、殺菌剤を配合して有効成分とし、また分泌した汗を吸収し皮膚を清爽に保つ乾燥剤や、物理的に汗の分泌を抑制する塩化アルミニウムが配合されることがある。
使用目的、部位などにより、スプレー、ミスト、液、固形（糊）、ゲル、シート（成分を不織布や紙などに染み込ませたもの）、粉末など、様々な形態で提供される。